# Perkasie
Perkasie  è una borough degli Stati Uniti d'America, nella contea di Bucks nello Stato della Pennsylvania. Secondo il censimento del 2010 la popolazione è di 8.511 abitanti.

## Società

### Evoluzione demografica
La composizione etnica vede una maggioranza di quella bianca (97,77%), seguita dagli afroamericani (0,59%) dati del 2000.
| borough di Perkasie Popolazione |       |
| 2000                            | 8.828 |
| 2010                            | 8.511 |